# Artic (Magazin)
ARTIC (vollständiger Name ARTIC – Texte aus der fröhlichen Wissenschaft – Zeitschrift für Kunst und Philosophie) ist ein 1993 gegründetes unabhängiges Magazin für Kunst und Philosophie in deutscher Sprache. Im Abstand von etwa anderthalb Jahren sind bislang insgesamt 16 Ausgaben in einer Auflage von zumeist 1000 Exemplaren erschienen. Die individuelle Gestaltung verleiht dem Magazin den Charakter eines Multiples.
ARTIC ist ein Non-Profit-Projekt, das 1993 in Bonn von Studierenden verschiedener Fachrichtungen mit der Gemeinsamkeit des Faches Philosophie gegründet wurde.

## Herausgeber
Die Gründungsredaktion bestand aus Andreas Drewer, David Link, Katrin Pahl, Leander Scholz und Barbara Vogel.
Aktuell (Stand: 2021) wird ARTIC herausgegeben von Charbel Ackermann, Lotus Brinkmann, Inhee Cho, Andreas Drewer, Tina Dunkel, Matthias Frerk, Caro Fugazzi, Renate Gaßmann, Kim Kemner, Torsten Kohlbrei und Jin Soo Park.

## Inhalt
ARTIC ist ein monothematisches Magazin. Inhaltlicher Kern jeder Ausgabe ist ein Begriff, beispielsweise „orange“, „eigen“, „integer“, „Stimme“, „Quecksilber“, „Netz“ oder „faul“, von dem ausgehend wechselnde Autorinnen/Autoren Text- und Bild-Beiträge entwickeln, in aller Regel als Erstveröffentlichungen. Dabei kommen sowohl junge Stimmen zu Wort als auch bekannte Autorinnen/Autoren wie  Herta Müller, Durs Grünbein, Robert Menasse und Tim Ulrichs.

## Form
Auf Basis eines seit der Gründung unveränderten Formats von 290 × 190 mm (unterformatig A4) wird für jede Ausgabe ein eigenes Layoutkonzept entwickelt. Besonderes Augenmerk gilt dem Umschlag, dessen Material im Hinblick auf das Leitmotiv gewählt wird. Beispiele sind Fliegendraht, Wischlappen oder PVC-Bauzaun. Dabei wird das Thema der jeweiligen Ausgabe mit der Gestaltung verzahnt. Zudem enthält jede Ausgabe ein bis zwei Arbeiten von Künstlern, die nach dem Druck als Originalarbeit ins Heft gestaltet werden. Hierbei kommen unterschiedliche Techniken wie Frottage, Perforierungen oder Collage zum Einsatz, zudem werden Materialien verwendet, wie Bienenwachs, Glas, Draht oder Tonbänder. Die aufwendige spezifische Gestaltung verleiht dem Magazin den Charakter eines Multiples.

## Verbreitung, Ausstellungen
Das Projekt ARTIC wurde zunächst in Buchhandlungen präsentiert, dann mehrfach auf der ART Cologne, Art Frankfurt oder The Cologne Art Book Fair und anderen Messen. Seit dem Jahr 2001 war ARTIC unter anderem 2012 in einer Einzelausstellung im Künstlerhaus Dortmund und 2014 in einer Einzelpräsentation in der Reihe Querungen im Württembergischen Kunstverein (Stuttgart) zu sehen. ARTIC ist in Sammlungen vertreten, im Archiv des Zentrums für Künstlerpublikationen im Museum Weserburg, Bremen, das ARTIC 2018 zum 25-jährigen Bestehen eine Ausstellung widmete.